# Глузман, Вадим Михайлович
Вадим Михайлович Глузман (род. 1973, Житомир) — израильский скрипач.

## Биография
Из музыкальной семьи: отец Михаил Глузман и дядя Григорий Глузман — кларнетисты, выпускники Житомирского музыкального училища и Новосибирской консерватории; дед Владимир Михайлович Глузман, уроженец Хорошек и участник Великой Отечественной войны, тоже был кларнетистом. Вырос в Риге, где отец работал дирижёром городской оперетты. В Израиле с 1990 года.
Обучался игре на скрипке с семи лет. Учился в Рижской специальной музыкальной школе имени Эмилса Дарзиньша, затем в Тель-Авивской академии музыки и семь лет в Джульярдской музыкальной школе в Нью-Йорке. В четырнадцатилетнем возрасте на протяжении года обучался у Захара Брона в Новосибирске. Живёт в Тель-Авиве и Чикаго (Нортбрук).
Его запись Первого скрипичного концерта Бруха в сопровождении Бергенского симфонического оркестра под управлением Эндрю Литтона была отмечена Diapason d’Or. На этом же альбоме осуществил премьеру квинтета Бруха в ля миноре (1919). Вадиму Глузману посвящены несколько композиций Леры Ауэрбах (он же стал их первым исполнителем). В 2003 году подписал эксклюзивный контракт с шведским лейблом BIS Records (до того записывался на Koch Entertainment).
Играет на скрипке работы Страдивари (1690), часто именуемой «скрипкой Ауэра» по имени одного из её известных владельцев — Леопольда Ауэра.
Жена (и аккомпаниатор) — пианистка Анжела Ефимовна Иоффе (род. 1969, дочь его рижского педагога Ефима Геноховича Йоффе), вместе с которой он организовал фестиваль камерной музыки North Shore в Иллинойсе (Нортбрук).

## Дискография
- Richard Rodney Bennett: Diversions / Symphony 3 / Concerto for Violin and Orchestra (1996).
- Hindemith: Sonata In E / Beethoven: Sonata,Op.12 / Brahms: Sonata, Op.108 (1997).
- Auerbach: 24 Preludes for Violin & Piano (2003).
- Time… and Again (Music for Violin and Piano): Гия Канчели, Арво Пярт, Альфред Шнитке, Петерис Васкс (2004).
- Part: Spiegel im Spiegel / Fratres / Fur Alina (2005).
- Auerbach: Ballet for a Lonely Violinist; Violin Sonata No. 2; Shostakovich: Jazz Suite No. 1; Violin Sonata (2006).
- Fireworks: Virtuoso Violin Music (2008).
- Glazunov: Violin Concerto op. 82; Tchaikovsky: Violin Concerto op. 35, Souvenir d’Un Lieu Cher by Vadim Gluzman (2008).
- Schoenberg A.: Kol Nidre; Ber (2009).
- Barber: Violin Concerto / Bernstein: Serenade / Bloch: Baal Shem (2009).
- Korngold & Dvarionas: Violin Concertos (2010).
- Bruch: Violin Concerto No 1 / Romance (2011).
- Gubaidulina: In Tempus Praesens; Glorious Percussion (2011).
- Auerbach: Par.ti.ta / J. S. Bach: Partita 2, 3 / Ysaye: Sonata Op. 27, No. 2 (2012).
- Prokofiev: Violin Sonatas No. 1 & 2 (2013).
- Prokofiev: Violin Concertos, Nos. 1 & 2 (2016).
- Brahms. Violin Concerto & Sonata No. 1 (2017)[8].
- Tchaikovsky & Babajanian: Piano Trios. Vadim Gluzman, Johannes Moser, Yevgeny Sudbin (2019).